# Ларкана
Ларка́на (урду لاڑکانہ‎, синдхи لاڙڪاڻو) — город в пакистанской провинции Синд, административный центр одноимённого округа. Население — 270 283 чел. (на 1998 год). В августе 2000 года Ларкане исполнилось сто лет со дня основания.

## История
Во времена британского правления город находился на маршруте Северо-Западной железной дороги. Население, по переписи 1901 года, составляло 14 543 человек.
Рядом с Ларканой находится Мохенджо-Даро — древний город цивилизации долины Инда, возникший около 2600 года до н. э. Являлся крупнейшим древним городом долины Инда и одним из первых городов в истории Южной Азии, современником цивилизации Древнего Египта и Древней Месопотамии.

## Сельское хозяйство
Ларкана окружена плодородными землями, на которых выращиваются почти все виды фруктов и овощей, в том числе картофель, дыни, оливки, апельсины, горох, морковь, огурцы, манго и гуавы. Рядом с городом выращивается сахарный тростник, который перерабатывается на заводе, основанном в 1990 году в городе Наудеро.

## Известные люди
В Ларкане родился бывший премьер-министр Пакистана — Зульфикар Али Бхутто.